# Карел Веймелка
Карел Веймелка (чеськ. Karel Vejmelka, нар. 25 травня 1996, Тршебич) — чеський хокеїст, воротар клубу НХЛ «Юта Маммот». Гравець збірної команди Чехії. Чемпіон світу.

## Ігрова кар'єра
Хокейну кар'єру розпочав на батьківщині 2013 року виступами за команду «Динамо» (Пардубиці).
2015 року був обраний на драфті НХЛ під 145-м загальним номером командою «Нашвілл Предаторс».
У сезоні 2015–16 років в розпал чемпіонату перейшов до клубу «Комета». У сезоні 2017–18	на правах оренди виступав за команду «Дукла» (Їглава).
5 травня 2021 року на правах вільного агента підписав річний контракт початкового рівня з клубом НХЛ «Аризона Койотс».
У дебютному сезоні 2021–22 років, у складі «Койотс» Карел відіграв 52 гри. 21 березня 2022 року, чех та «Аризона Койотс» підписали новий трирічний контракт.
Після сезону 2023–24 франшизу «Койотів» було призупинено, а активи команди згодом переведено до команди «Юта Маммот».
6 березня 2025 року, Карел підписав із «Ютою» новий п'ятирічний контракт.
Був гравцем юніорської збірної Чехії.
Гравець національної збірної команди Чехії. У складі збірної став чемпіоном світу 2024 року.

## Досягнення
- Чемпіон Чехії в складі клубу «Комета» (Брно) — 2017, 2018.

## Статистика

### Клубні виступи
| Сезон        | Клуб                       | Ліга         | Регулярний сезон | Регулярний сезон | Регулярний сезон | Регулярний сезон | Регулярний сезон | Регулярний сезон | Регулярний сезон | Регулярний сезон | Регулярний сезон | Плей-оф | Плей-оф | Плей-оф | Плей-оф | Плей-оф | Плей-оф | Плей-оф | Плей-оф |
| Сезон        | Клуб                       | Ліга         | І                | В                | П                | OT               | Хв               | ПГ               | ІБГ              | ПГГ              | %ВК              | І       | В       | П       | Хв      | ПГ      | ІБГ     | ПГA     | %ВК     |
| ------------ | -------------------------- | ------------ | ---------------- | ---------------- | ---------------- | ---------------- | ---------------- | ---------------- | ---------------- | ---------------- | ---------------- | ------- | ------- | ------- | ------- | ------- | ------- | ------- | ------- |
| 2013–14      | «Динамо» (Пардубиці)       | ЧЕ U20       | 36               | 16               | 20               | 0                | 2053             | 88               | 1                | 2.57             | .930             | —       | —       | —       | —       | —       | —       | —       | —       |
| 2014–15      | «Динамо» (Пардубиці)       | ЧЕ U20       | 37               | 21               | 16               | 0                | 2222             | 94               | 2                | 2.54             | .928             | —       | —       | —       | —       | —       | —       | —       | —       |
| 2014–15      | «Динамо» (Пардубиці)       | ЧЕ           | 7                | 4                | 3                | 0                | 419              | 20               | 0                | 2.86             | .923             | 6       | 3       | 3       | 338     | 17      | 1       | 3.02    | .916    |
| 2014–15      | «Горацка Славія» (Тршебич) | Чехія 1      | 3                | 1                | 2                | 0                | 176              | 4                | 0                | 1.36             | .953             | —       | —       | —       | —       | —       | —       | —       | —       |
| 2015–16      | «Динамо» (Пардубиці)       | ЧЕ           | 1                | 0                | 1                | 0                | 44               | 1                | 0                | 1.36             | .933             | —       | —       | —       | —       | —       | —       | —       | —       |
| 2015–16      | «Комета»                   | ЧЕ           | 5                | 2                | 3                | 0                | 163              | 4                | 1                | 1.47             | .941             | —       | —       | —       | —       | —       | —       | —       | —       |
| 2015–16      | «Горацка Славія» (Тршебич) | Чехія 1      | 42               | 21               | 21               | 0                | 2425             | 106              | 0                | 2.62             | .920             | —       | —       | —       | —       | —       | —       | —       | —       |
| 2016–17      | «Комета»                   | ЧЕ           | 31               | 14               | 17               | 0                | 1729             | 72               | 3                | 2.50             | .905             | —       | —       | —       | —       | —       | —       | —       | —       |
| 2016–17      | «Горацка Славія» (Тршебич) | Чехія 1      | 10               | 6                | 4                | 0                | 595              | 23               | 1                | 2.32             | .929             | —       | —       | —       | —       | —       | —       | —       | —       |
| 2017–18      | «Комета»                   | ЧЕ           | 6                | 3                | 3                | 0                | 364              | 11               | 2                | 1.81             | .937             | —       | —       | —       | —       | —       | —       | —       | —       |
| 2017–18      | «Дукла» (Їглава)           | ЧЕ           | 4                | 0                | 4                | 0                | 240              | 10               | 0                | 2.50             | .901             | —       | —       | —       | —       | —       | —       | —       | —       |
| 2017–18      | «Горацка Славія» (Тршебич) | Чехія 1      | 14               | 7                | 7                | 0                | 803              | 31               | 2                | 2.32             | .908             | —       | —       | —       | —       | —       | —       | —       | —       |
| 2018–19      | «Комета»                   | ЧЕ           | 31               | 17               | 14               | 0                | 1762             | 70               | 1                | 2.38             | .915             | —       | —       | —       | —       | —       | —       | —       | —       |
| 2018–19      | «Горацка Славія» (Тршебич) | Чехія 1      | 10               | 6                | 4                | 0                | 616              | 21               | 1                | 2.05             | .925             | —       | —       | —       | —       | —       | —       | —       | —       |
| 2019–20      | «Комета»                   | ЧЕ           | 43               | 22               | 19               | 0                | 2414             | 109              | 3                | 2.71             | .911             | —       | —       | —       | —       | —       | —       | —       | —       |
| 2020–21      | «Комета»                   | ЧЕ           | 35               | 14               | 21               | 0                | 2020             | 94               | 3                | 2.79             | .911             | 8       | 3       | 5       | 451     | 18      | 0       | 2.39    | .910    |
| 2021–22      | «Аризона Койотс»           | НХЛ          | 52               | 13               | 32               | 3                | 2773             | 170              | 1                | 3.68             | .898             | —       | —       | —       | —       | —       | —       | —       | —       |
| 2022–23      | «Аризона Койотс»           | НХЛ          | 50               | 18               | 24               | 6                | 2941             | 168              | 3                | 3.43             | .900             | —       | —       | —       | —       | —       | —       | —       | —       |
| 2023–24      | «Аризона Койотс»           | НХЛ          | 38               | 13               | 19               | 2                | 2040             | 112              | 1                | 3.29             | .897             | —       | —       | —       | —       | —       | —       | —       | —       |
| 2024–25      | «Юта Маммот»               | НХЛ          | 58               | 26               | 22               | 8                | 3368             | 145              | 1                | 2.58             | .904             | —       | —       | —       | —       | —       | —       | —       | —       |
| Усього в ЧЕ  | Усього в ЧЕ                | Усього в ЧЕ  | 163              | 77               | 84               | 0                | 9,155            | 391              | 13               | 2.56             | .913             | 14      | 6       | 8       | 789     | 35      | 1       | 2.66    | .913    |
| Усього в НХЛ | Усього в НХЛ               | Усього в НХЛ | 198              | 70               | 97               | 19               | 11,123           | 595              | 6                | 3.22             | .900             | —       | —       | —       | —       | —       | —       | —       | —       |

### Збірна
| Рік                | Команда            | Турнір             | Місце              | І  | В | П | Хв  | ПГ | ІБГ | ПГГ  | %ВК  |
| ------------------ | ------------------ | ------------------ | ------------------ | -- | - | - | --- | -- | --- | ---- | ---- |
| 2022               | Чехія              | ЧС                 | 3                  | 8  | 5 | 3 | 413 | 17 | 1   | 2.46 | .896 |
| 2023               | Чехія              | ЧС                 | 8-е                | 4  | 2 | 2 | 236 | 7  | 1   | 1.78 | .944 |
| 2025               | Чехія              | ЧС                 | 6-е                | 1  | 1 | 0 | 62  | 4  | 0   |      |      |
| Національна збірна | Національна збірна | Національна збірна | Національна збірна | 13 | 8 | 5 | 711 | 28 | 2   | 2.21 | .917 |